# Sommet Russie-Afrique
Les sommets Russie-Afrique, en russe : Саммит Россия-Африка et de l'anglais, Russia-Africa Summit, sont des forums diplomatiques triannuels organisés entre la Russie et les pays africains. Après la première édition en 2019, le deuxième sommet Russie-Afrique réunit des gouvernants des pays africains et le Kremlin à Saint Pétersbourg en juillet 2023. 

## Contexte et objectifs
Les sommets Russie-Afrique interviennent  dans une période de tension entre la Russie et les pays membres de l'OTAN à la suite de l'invasion de l'Ukraine aboutissant à la guerre en Ukraine,,. 

« Pour la Russie, l’Afrique est devenue très clairement le support pour une démonstration de force sur la scène diplomatique internationale. »

— Francis Laloupo
Mais, les comptes rendus des rendez-vous évoquent le renforcement de la coopération économique et des accords entre la fédération de Russie et les pays africains pour le développement. 
Le premier sommet Russie-Afrique a eu lieu les 23 et 24 octobre 2019 à Sotchi, en Russie, sous l'égide de Vladimir Poutine et du président égyptien Abdel Fattah al-Sissi en présence de 43 chefs d’État.  Lors de ce sommet, le président russe met l'accent sur la souveraineté en tournant les discussions  autour des partenariats commerciaux et des aides russes aux pays africains.
Le deuxième sommet Russie-Afrique prévu pour octobre 2022 à Addis-Abeba, s'est tenu du 27 au 28 juillet 2023 à Saint-Pétersbourg. Il prévoit « une coopération accrue dans les domaines de l’approvisionnement alimentaire, de l’énergie et de l’aide au développement ». Selon le président de la commission de l'Union africaine, Moussa Faki Mahamat, « le triptyque « Paix-Sécurité-Développement » retenu comme slogan du forum Afrique Russie s’est décliné à travers l’identification des domaines de coopération, opérée à l’intersection des attentes de l’Afrique et des compétences russes ».

## Participation
| No | Date           | Pays organisateur | Lieu              | Participants | Participants |
| -- | -------------- | ----------------- | ----------------- | --- | --- |
| 1  | 22 oct. 2019   | Russie            | Sotchi            | Abdelkader Bensalah Joao Laurenço Patrice Talon Roch Marc Christian Kaboré Faustin Archange Touadéra Idriss Déby Azali Assoumani Félix Tshisekedi Denis Sassou Nguesso Ismaïl Omar Guelleh Osman Saleh Mswati III Abiy Ahmed Julien Nkoghe Bekale Adama Barrow Nana Akufo-Addo Teodoro Obiang Nguema Uhuru Kenyatta Jewel Howard Taylor | Fayez al-Sarraj Andry Rajoelina Ibrahim Boubacar Keita Peter Mutharika Mohamed Ould Ghazouani Filipe Nyusi Hage Geingob Muhammadu Buhari Paul Kagame Danny Faure Julius Maada Bio Mohamed Abdulahi Farmaajo Cyril Ramaphosa Salva Kiir Mayardit Abdul Fattah al-Burhan Kassim Majaliwa Faure Gnassingbe Yoweri Museveni Emmerson Mnangagwa                                                           |
| 2  | 27 juill. 2023 | Russie            | Saint Pétersbourg | Égypte - Abdel Fattah al-Sisi Sénégal - Macky Sal Afrique du Sud - Cyril Ramaphosa Érythrée - Isaias Afwerki Burkina Faso - Ibrahim Traoré Zimbabwe - Emmerson Mnangagwa Mali - Assimi Goita RCA - Faustin-Archange Touadéra Ouganda - Yoweri Museveni                                                                                  | Burundi - Evariste Ndayishimiye Congo - Denis Sassou Nguesso Libye - Mohammed al-Menfi (chef du Conseil présidentiel) Mozambique - Filipe Nyusi Cameroun - Paul Biya Guinée-Bissau - Umaro Sissoco Embalo Comores - Azali Assoumani Rwanda - Paul Kagame Algérie - Ayman Benabderrahman Ethiopie - Abiy Ahmed Ali Tanzanie - Kassim Majaliwa Maroc - Aziz Akhannouch Mauritanie - Mohamed Ould Bilal |